# Rotweinwanderweg
Der 1972 eröffnete Rotweinwanderweg (RWW) verbindet die Weinorte des Weinbaugebiets Ahr von Bad Bodendorf bis zur Ruine der Burg Are oberhalb von Altenahr.

## Geschichte
Die Einrichtung des Wanderweges geht auf den Dernauer Arzt Karl Näkel, den damaligen Landrat Heinz Korbach, Konrad Schubach, den damaligen Ehrenvorsitzenden des Eifelvereins sowie den damaligen Bürgermeister Dernaus Willibald Näkel zurück. Im November 1964 wurde die Ortsgruppe Dernau des Eifelvereins wieder ins Leben gerufen. 1967 wurde der südlich von Dernau liegende Krausbergturm wieder eingeweiht und mit dem Ausbau der Krausberghütte begonnen. Weiterhin wurden Wanderwege und Wandereinrichtungen gebaut und das Wegenetz gekennzeichnet. Am 3. Juni 1972 wurde der Rotweinwanderweg eingerichtet.

## Beschreibung
| Etappe                  | Länge (km) |
| ----------------------- | ---------- |
| Altenahr–Mayschoß       | 4,4        |
| Mayschoß–Rech           | 2,1        |
| Rech–Dernau             | 1,8        |
| Dernau–Marienthal       | 4,2        |
| Marienthal–Walporzheim  | 3,0        |
| Walporzheim–Ahrweiler   | 3,2        |
| Ahrweiler–Bad Neuenahr  | 7,4        |
| Bad Neuenahr–Heppingen  | 3,0        |
| Heppingen–Heimersheim   | 1,2        |
| Heimersheim–Lohrsdorf   | 1,3        |
| Lohrsdorf–Bad Bodendorf | 4,0        |
| Gesamtlänge             | 35,6       |

Die Route des Wanderwegs führt entlang der Ahr auf einer Gesamtlänge von rund 36 Kilometern von der Burgruine Are oberhalb von Altenahr über Mayschoß, Rech und Dernau weiter zum ehemaligen Kloster Marienthal, vorbei an der Felsformation der Bunten Kuh oberhalb von Walporzheim und an der Dokumentationsstätte Regierungsbunker, der Römervilla bei Ahrweiler, der Gedenkstätte Silberbergtunnel und weiter über Heppingen zum Bahnhofsplatz von Bad Bodendorf.
Der Hauptteil des Weges führt durch die Weinberge an der nördlichen Ahrseite. Viele Teile des Wanderweges sind Wirtschaftswege und asphaltiert, da sie auch für den landwirtschaftlichen Verkehr genutzt werden. Somit ist spezielle Wanderausrüstung nicht nötig.
An Wochenenden und in den Monaten September und Oktober ist der Rotweinwanderweg als der meistbesuchte Wanderweg des Ahrtals sehr stark frequentiert. Während der Weinlese ab Ende September und bei Veranstaltungen (Laufveranstaltungen, Winzerfeste, Feuerwerke) kann der Wanderweg abschnittsweise gesperrt sein. Als Markierungszeichen dienen Schilder mit einer stilisierten roten Weintraube.
Neben dem Rotweinwanderweg verbindet der Ahrtalweg als Teil des Ahrsteigs Altenahr mit Walporzheim. Die Etappe des Wanderwegs führt nicht durch die Weinberge, sondern durch das Langfigtal an der Ahr entlang.